# ＃KTちゃん
- #KTちゃん
- #KTCHAN

#KTちゃん（ケイティーちゃん、2004年10月6日 - ）は、日本のヒップホップMC、アーティスト。

## 経歴
2004年、神奈川県横浜市生まれ。
2022年7月、高校３年生の時にフリースタイルの練習を始めて数ヶ月で第17回高校生RAP選手権に出場。後に「KT劇場」「KTワールド」と言われるラップが話題になり、一気に注目を集める。そこから大規模なMCBATTLEに多数出場し、戦極MCBATTLE新人賞を受賞。
YouTubeの再生回数は軒並み100万再生を超え、YouTube急上昇/Xトレンド入り多数。史上最速のデビューから8ヶ月で両国国技館の舞台に立つ。
2023年、インディーズデビュー。
楽曲「BaNe BaNe」は、MV関連動画含め1000万再生を突破。
第10回（2023年）Yahoo!検索大賞ネクストブレイク部門受賞。
2024年、フリースタイルバトルを卒業することを発表。最後の大会として出場した戦極MCBATTLE第34章では、フィメールラッパーとして、初のベスト4進出。
同年10月、渋谷WWWにて自身初のワンマンライブを行い、2025年1月13日にメジャーデビューすることを発表。
2025年1月、「距離ガール」で @LABEL1.99/Nippon Columbiaよりメジャーデビュー。
全国ラジオ・オンエア・チャートで発売週ウィークリー1位、マンスリーでも3位になる。
TOKYO FM「COUNTDOWN JAPAN」にて4週連続TOP10入り。 
Billboard Heatseekers Songs (Billboard JAPAN 新人チャート)3週連続ランクイン、最高順位は3位。 

## 特徴
バース中やプライベートで複数のラッパーにニックネームを付け呼んでいる。
| MCネーム               | ニックネーム |
| ---------------------- | ------------ |
| 呂布カルマ             | かるちゃん   |
| DOTAMA                 | たまちゃん   |
| 晋平太                 | ぺーちゃん   |
| MAKA                   | まかまか     |
| 漢 a.k.a. GAMI         | かんかん     |
| がーどまん             | 肉まん       |
| ZEEBRA                 | ぶらりん     |
| 浜田雅功(ダウンタウン) | はまぷー     |

## ディスコグラフィ

### シングル
|   | リリース日     | タイトル                        | 備考                                   |
| - | -------------- | ------------------------------- | -------------------------------------- |
| 1 | 2023年03月01日 | ぴーおーぴー feat. DJペコちゃん | 不二家ポップキャンディとのタイアップ。 |
| 2 | 2023年07月21日 | BaNe BaNe feat. DOTAMA          |                                        |
| 3 | 2023年12月15日 | MERA MERA feat. DJ CHARI        |                                        |
| 4 | 2024年2月28日  | BEKI feat. 花譜 (Prod. peko)    |                                        |
| 5 | 2024年4月10日  | choma! feat. Bryn, IIVY B       |                                        |
|   |                |                                 |                                        |

### EP
|          | 発売日        | タイトル | 収録曲 |
| -------- | ------------- | -------- | --- |
| 1st mini | 2024年4月17日 | Oneder   | 1. BaNe BaNe feat. DOTAMA 2. BEKI feat. 花譜 (Prod. peko) 3. ぴーおーぴー feat. DJペコちゃん 4. PIKA PIKA 5. MERA MERA feat. DJ CHARI 6. choma! feat. Bryn, IIVY B |

### 参加作品
| 発売日        | タイトル                                            |
| ------------- | --------------------------------------------------- |
| 2024年2月28日 | 花譜『ギミギミ逃避行 feat. #KTちゃん (Prod. peko)』 |

## 出演

### ライブ
- HARAJUKU RAP PARTY（2023年10月6日）

### テレビ
- 日本テレビ『超無敵クラス』[7]
- テレビ朝日『マッドマックスTV 論破王』[8]
- TBS『開運音楽堂』
- TOKYO MX『MUSIC B.B.』[9]（レギュラー）
- BS11『なすなかにしのゲームキングダム』（レギュラー）
- テレビ神奈川『アイメイド・マーメイド』（レギュラー）

### インターネット番組
- ABEMA『BAZOOKA!!!』[10]（レギュラー）

### ラジオ
- TBSラジオ
  - 『パンサー向井の＃ふらっと』
  - 『CITY CHILL CLUB』
- FMヨコハマ『#KTちゃんのポジティブしか勝たん!（仮）』

### CM
- 不二家ポップキャンディ「#KTちゃん×ポップキャンディ」（2023年、WebCM）